# Orgères (Orne)
Orgères ist eine französische Gemeinde mit 182 Einwohnern (Stand: 1. Januar 2022) im Département Orne in der Region Normandie. Sie gehört zum Arrondissement Mortagne-au-Perche und zum Kanton Vimoutiers.
Nachbargemeinden sind Coulmer im Nordwesten, Cisai-Saint-Aubin im Norden, Saint-Évroult-Notre-Dame-du-Bois im Nordosten, Échauffour im Südosten, Champ-Haut im Südwesten und Lignères im Westen.

## Bevölkerungsentwicklung
| Jahr      | 1962 | 1968 | 1975 | 1982 | 1990 | 1999 | 2008 | 2015 |
| --------- | ---- | ---- | ---- | ---- | ---- | ---- | ---- | ---- |
| Einwohner | 265  | 228  | 191  | 170  | 184  | 172  | 176  | 142  |

## Sehenswürdigkeiten

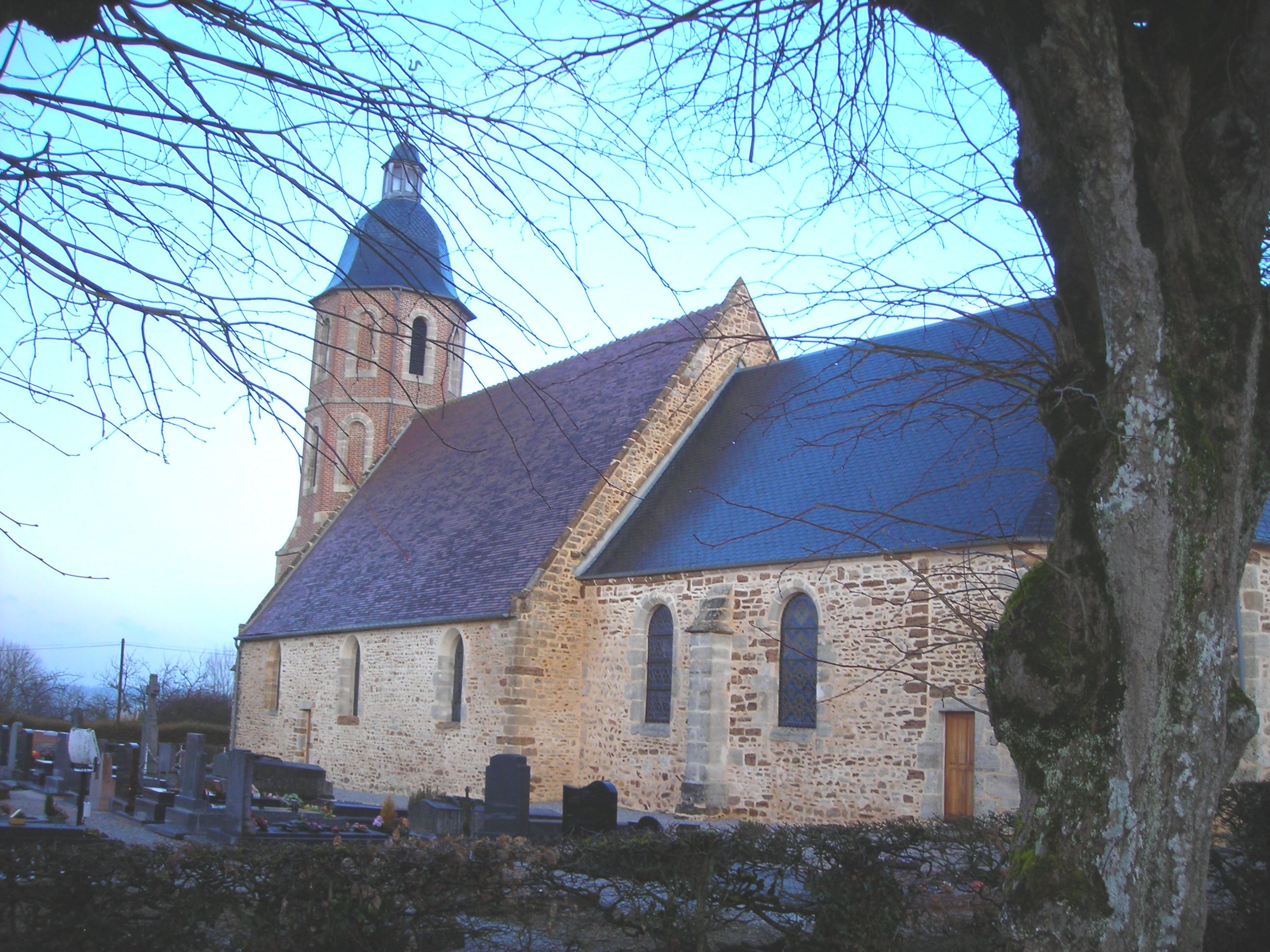
Kirche Saint-Georges

- Kirche Saint-Georges